# Аранг (корейський фольклор)
Аранг (кор.: хангиль: 아랑) — персонаж фольклору регіону Мірян у Кореї.
У XVII столітті, під час правління короля Мьонджона (династія Чосон), в Міряні, провінція Кьонсан, був суддя на ім'я Юн, якого прислали зі столиці. У судді Юна була вродлива 19-річна донька на ім'я Аранг. Вона була не лише вродливою, але й дуже розумною, талановитою і доброю, тому багато молодих людей приходили, щоб освідчитися їй, але завжди отримували відмову. Слуга в її домі на ім'я Джугі був закоханий в Аранг і дражнив її, але вона завжди ігнорувала його. Натомість лише посміхалася у відповідь. На запитання чому, Аранг відповіла, що має бути люб’язною та ввічливою з усіма, включно з підлеглими її батька. Джуґі зацікавився Аранг відтоді, як уперше побачив, що Аранг прийшов розносити обід його батькові. Одного разу Джуґі потягнув Аранг за руку, хотів про щось поговорити. Але Аранг м'яко відмовився, адже йому треба було якнайшвидше принести обід батькові.
Роздратований відмовою Аранга, він і Пекґа змовляються, щоб знищити Аранг і її батька, тим паче, що Пекґа також ненавидить суддю Юна, адже він працював, щоб корумповані чиновники були притягнуті до відповідальності. Тому він прагне захопити владу батька Аранг, і навіть дає обіцянку корумпованим чиновникам, що звільнить їх від судового переслідування.
Джуґі підкуповує няню Аранг, щоб та взяла її на прогулянку до бамбукового лісу. Там Джуґі намагається ще раз освідчитися Аранг в коханні, але отримує делікатну відмову. У гніві Джуґі наважується зґвалтувати її і зі сміхом вигукує «Вахахахаха! Ти вже заплямована, тож у тебе немає вибору, одружитися з кимось іншим, окрім мене!!!». Почувши це, Аранг засмутилася і на знак протесту штовхнула її на землю, навіть незважаючи на те, що вона все ще була зв'язана мотузками. Роздратований опором Аранг, Джуґі вбив її і закопав тіло дівчини в бамбуковому лісі.
Її батько, думаючи, що вона втекла з незнайомцем, з ганьбою пішов у відставку. Відтоді щоразу, коли призначали нового суддю, перед ним з'являвся дух Аранги, просячи допомоги у здійсненні правосуддя, і врешті-решт ніхто не хотів обіймати цю посаду зі страху.
Сміливий і допитливий юнак на прізвище Ї спробував стати наступним суддею. У першу ж ніч після призначення суддею до юнака прийшла довговолоса жінка у крові, яка виявилася привидом Аранг. Спочатку Аранг не наважується говорити, але після вмовлянь зізнається, що Джуґі підкупив її няню, щоб та відвезла її до бамбукового лісу. Після цього суддя Ї попросив Аранґ піти на деякий час.
Потім він запитав про це няню Аранг, але та наполягала, що нічого про це не знала. Тоді суддя Ї випустив її зі своєї кімнати. Буквально через мить почувся істеричний крик. Після того, як суддя Ї перевірив місце, він виявив, що няня Аранга наклала на себе руки, а також знайшов власноручний лист няні, в якому вона визнавала свою провину і говорила, що не очікувала, що Джуґі вб'є Аранг.
Коли Аранґ повернулася і отримала листа, вона розплакалася, сказавши, що зовсім не звинувачує свою няню, що вона вважає її рідною матір'ю, але їй було боляче через зраду няні, яку підкупив Джуґі. Розповівши свою історію юнакові, привид Аранг каже, що завтра вона перетвориться на білого метелика, щоб показати йому, хто її вбив, і благає суддю Ї допомогти їй розслідувати цю справу. Суддя Ї погодився.
Наступного ранку новий суддя скликав усіх слуг. Прилетів білий метелик і сів на капелюх одного зі слуг, Джуґі, а потім на капелюх іншого, Пекґа. Суддя почав їх допитувати. Спочатку вони заперечували, але врешті-решт зізналися, що це вони змовилися і що саме Джуґі вбив Аранг і закопав її тіло в бамбуковому гаю біля павільйону Йонґнам. Коли тіло Аранг знайшли, воно виявилося неушкодженим, можливо, через те, що її дух залишався неспокійним.
Після того, як Джуґі та Пекґа були покарані, привид Аранг більше ніколи не з'являвся.
Святилище Аранггак, де вшановується дух Аранга, досі стоїть у Міряні, на скелі Йоннамну з видом на річку Мірян. Кажуть, що якщо ображена людина приходить до святині і молиться, Аранг буде приходити до кривдника до тих пір, поки той не вибачиться, і кажуть, що Аранг буде підтримувати любов пар, які відвідують святиню разом.
До сьогодні в Міряні щороку 16-го дня четвертого місяця за місячним календарем вшановують пам'ять Аранг.

## Вигадані образи
- «Аранг», фільм 2006 року.[1]
- «Аранг і суддя», телесеріал 2012 року.[2]